# Distintivi per gli agenti delle ferrovie
I distintivi per gli agenti delle ferrovie furono un pubblico attestato di benemerenza istituito dal Regno d'Italia per i ferrovieri esposti ai rischi ed ai disagi inerenti al servizio delle linee ferroviarie più a contatto con le operazioni di guerra durante la prima guerra mondiale.
Tali distintivi andavano ad affiancare il distintivo per le fatiche di guerra ed il distintivo per gli equipaggi delle navi mercantili ma, a differenza di questi, non furono mai trasformati in medaglie.
Ciononostante, e pur in mancanza di qualsiasi tipo di autorizzazione, furono spesso indossati con la medaglia commemorativa della guerra italo-austriaca 1915 - 1918.

## Agenti delle ferrovie dello Stato
Gli agenti delle ferrovie dello Stato esposti ai rischi ed ai disagi inerenti al servizio delle linee ferroviarie più a contatto colle operazioni di guerra, con regio decreto 3 maggio 1918, n. 665, furono autorizzati a fregiarsi di un "distintivo speciale" destinato a valere come pubblico attestato di benemerenza.

### Insegne
Il distintivo consiste in un nastrino di seta della lunghezza di 37 mm, avente tre fasce rosse larghe 9 mm ciascuna, alternate con due fasce bianche della larghezza di 5 mm ciascuna.
Andava portato sul lato sinistro del petto.

### Criteri di eleggibilità
Avevano diritto a fregiarsi del distintivo speciale gli agenti che, a far tempo dal 1º maggio 1916, avevano risieduto e prestato servizio per almeno dodici mesi, dei quali almeno sei dal 1º ottobre 1917 in poi, sulle linee ferroviarie Peri-Ala-Schio-Vicenza-Padova-Venezia e sulle altre al nord di esse, nonché gli agenti pure residenti su dette linee che, senza aver compiuto il detto periodo di servizio, ebbero a dare prestazioni eccezionali, meritevoli di speciale considerazione.
Erano considerati residenti anche gli agenti in missione continuativa per disposizione del Consiglio di amministrazione delle Ferrovie dello Stato.
Il diritto poteva essere esteso agli agenti che, per lo stesso periodo di dodici mesi a decorrere dalla data che sarebbe stata determinata, avessero risieduto e prestato servizio su altre linee eventualmente designate con decreto del Ministero per i trasporti marittimi e ferroviari.
Il distintivo non poteva essere portato dagli agenti delle Ferrovie dello Stato che avevano o avrebbero avuto diritto al distintivo per le fatiche di guerra istituito con regio decreto 21 maggio 1916, n. 641 e a chi non dava prova di buona condotta e diligenza.
Perdevano il diritto di fregiarsi del distintivo coloro ai quali veniva inflitta la destituzione o la revocazione.

### Concessione
Il diritto a fregiarsi del distintivo doveva risultare da apposita autorizzazione del direttore generale delle Ferrovie dello Stato.
I nomi degli agenti autorizzati a fregiarsi del distintivo dovevano essere pubblicati nel Bollettino ufficiale delle Ferrovie delle Stato.
Contro il rifiuto dell'autorizzazione a fregiarsi del distintivo era ammesso ricorso al Consiglio di amministrazione delle Ferrovie dello Stato, che giudicava definitivamente.

## Agenti delle ferrovie concesse e delle tranvie
Con regio decreto del 27 luglio 1919 fu istituito un "distintivo speciale" destinato a valere come pubblico attestato di benemerenza anche per gli agenti addetti alle ferrovie concesse ed alle tranvie a trazione meccanica, esistenti in zona di guerra ed esercitate dalla "Società veneta per costruzione ed esercizio di ferrovie secondarie italiane", dalla "Società anonima per la ferrovia Padova-Piazzola", nonché dalla "Società anonima per le tranvie vicentine".
Il provvedimento istitutivo prevedeva che le modalità del distintivo e del conferimento dello stesso dovevano essere determinate con decreto dei Ministeri della guerra e dei lavori pubblici.

### Criteri di eleggibilità
Potevano fregiarsi del distintivo solo gli agenti dipendenti delle tre aziende indicate che, a far tempo dal 1º marzo 1916, avevano risieduto e prestato servizio per almeno dodici mesi, dei quali almeno sei successivi al 30 settembre 1917, su linee concesse a privati a nord delle ferrovie Peri-Ala-Schio-Vicenza-Padova-Venezia.
Avevano diritto al distintivo pur senza aver compiuto il detto periodo di servizio gli agenti residenti sulle accennate linee che avevano dato prestazioni eccezionali, meritevoli di speciale considerazione.
Il distintivo non poteva essere conferito agli agenti delle tre aziende indicate che avevano ottenuto o avevano diritto al Distintivo per le fatiche di guerra e a chi non dava prova di buona condotta e solerzia.
Perdevano il diritto di fregiarsi del distintivo coloro ai quali veniva inflitta la destituzione o la revocazione.